# Henckelia anthonysamyi
Henckelia anthonysamyi är en tvåhjärtbladig växtart som beskrevs av Banka. Henckelia anthonysamyi ingår i släktet Henckelia och familjen Gesneriaceae. Inga underarter finns listade i Catalogue of Life.